# Maurice Santens
Mauritius (Maurice) Leo Santens (Bevere, 10 maart 1895 - Oudenaarde, 16 september 1968) was een Belgisch industrieel, bestuurder en politicus voor de CVP.

## Levensloop
Santens was de zoon van Joannes Baptiste Santens (1856-1919) en Maria Eulalie Van Den Broecke (1856-1925). Hij liep lagere school op de gemeenteschool van Bevere en bezocht vervolgens, tot 1914, het college van Oudenaarde.
Hij trad in de voetsporen van zijn vader die in 1913 startte met de productie van katoenen zakken en zak- en keukendoeken, en stichtte de textielweverij Santens Gebroeders, waarvan hij afgevaardigd bestuurder werd. Dit bedrijf groeide later, onder de naam Santens,  uit tot een bekend fabrikant van handdoeken. Na de Tweede Wereldoorlog concentreerde hij zich op woningbouw. Hij huwde in 1924 met Léonne Iserbyt, met wie hij zes kinderen kreeg, waaronder Marc en Luc Santens. Zij namen - samen met hun neef Lieven en Herman Santens - het familiebedrijf over.
Naast zijn industriële loopbaan was Santens ook actief in de politiek. Na bij de gemeenteraadsverkiezingen van 1926 verkozen te zijn tot gemeenteraadslid van Oudenaarde werd hij in 1929 schepen en in 1951 burgemeester, als opvolger van Léon Thienpont. In 1950 werd hij verkozen tot senator voor de CVP in het kiesarrondissement Aalst-Oudenaarde en vervulde dit mandaat tot in 1965. Van 1948 tot 1950 zetelde hij in het nationaal comité van de CVP. 
Van 1949 tot 1962 ten slotte was hij voorzitter van het Nationaal Christelijk Middenstandsverbond. Ook was hij voorzitter van de elektriciteitsmaatschappij Interoost en van de Nationale Pensioenkas voor Middenstand en Burgerij.
Hij ontving onder andere de onderscheiding van Officier in de Leopoldsorde en Ridder in de Orde van Leopold II.